# Okamuraea hakoniensis
Okamuraea hakoniensis là một loài Rêu trong họ Leucodontaceae. Loài này được (Mitt.) Broth. mô tả khoa học đầu tiên năm 1908.